# Suchohrdly u Miroslavi

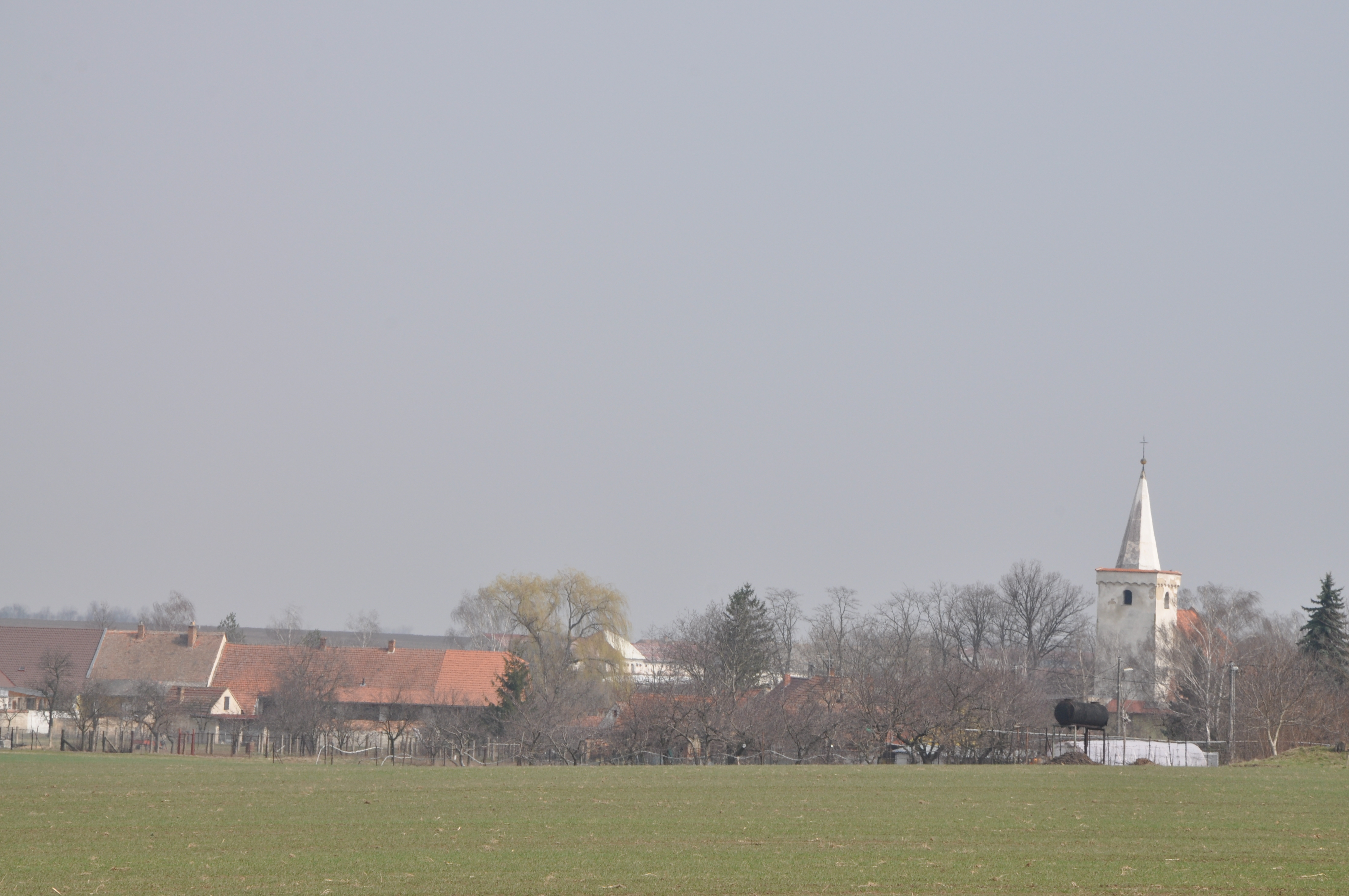
Ortsansicht

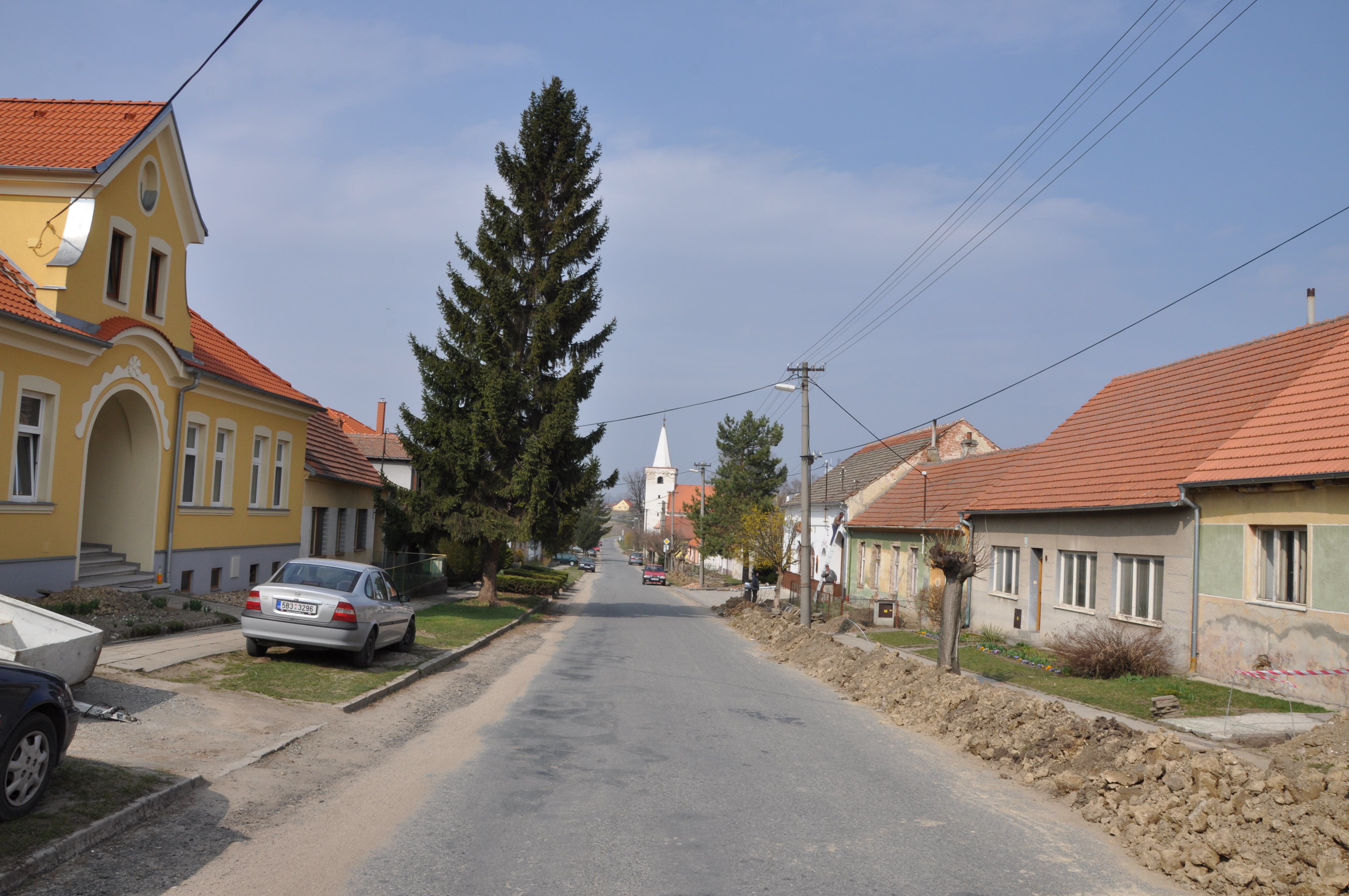
Dorfstraße

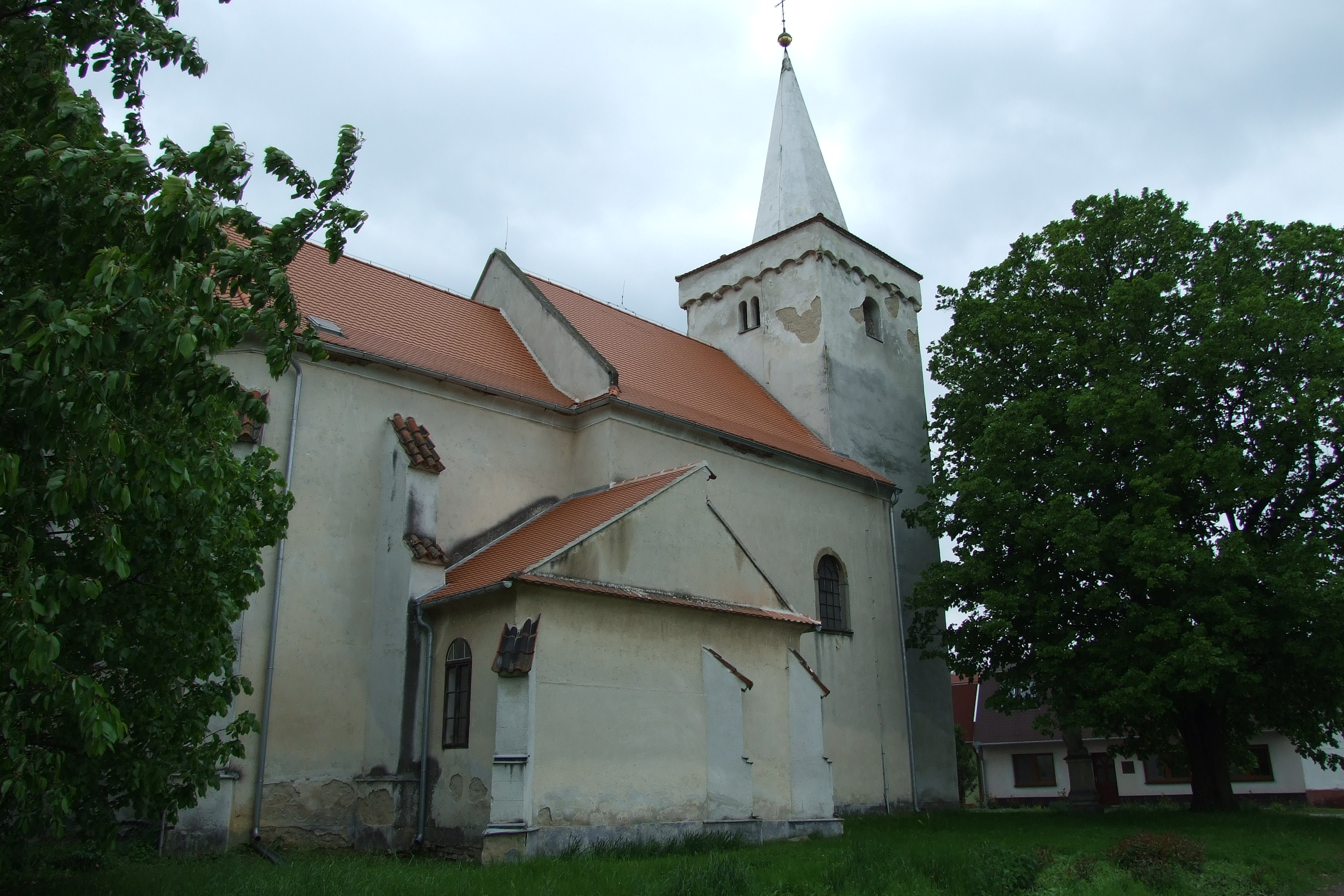
Kirche der hl. Margarethe

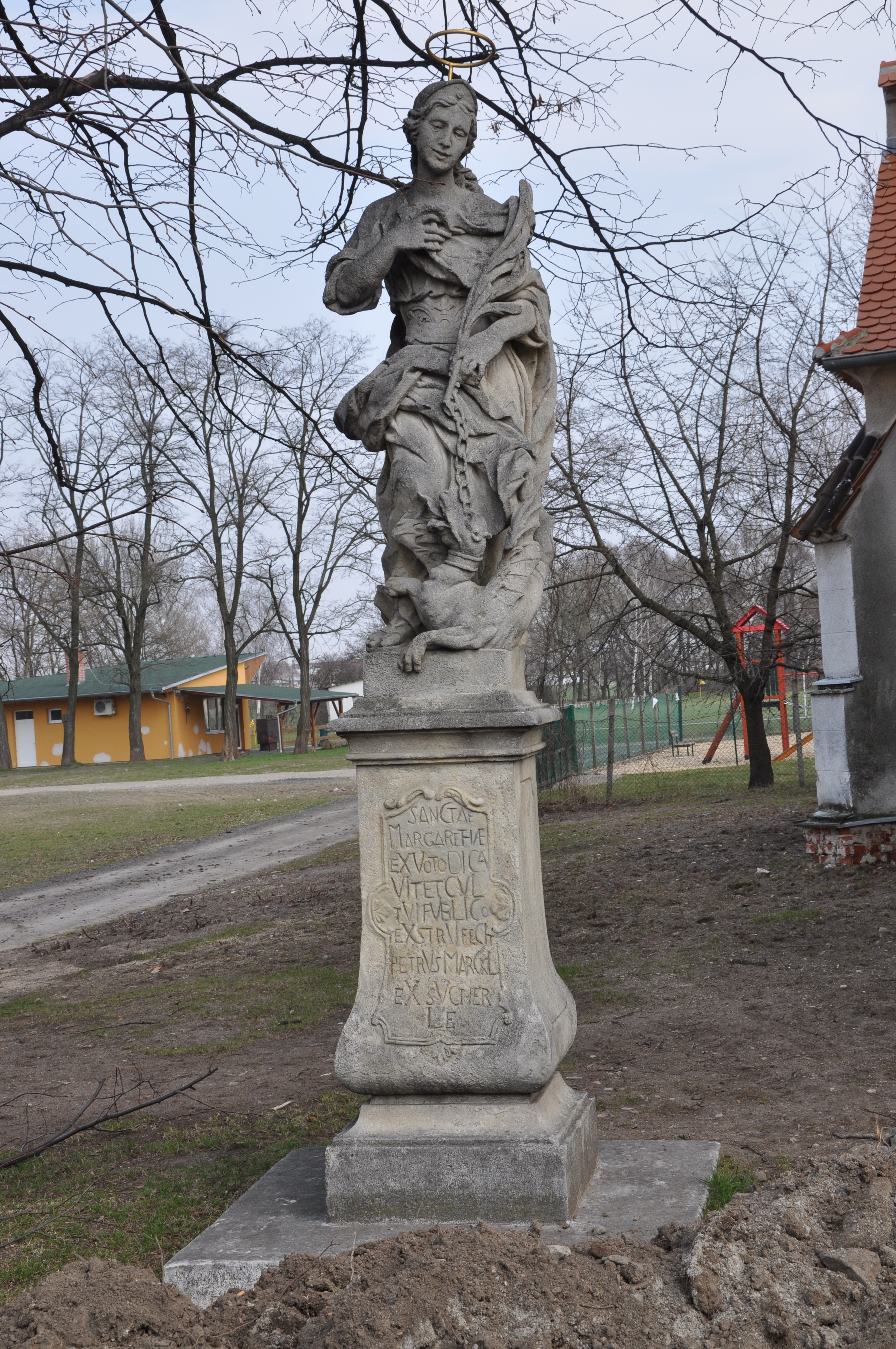
Statue der hl. Margarethe

Suchohrdly u Miroslavi (deutsch Socherl) ist eine Gemeinde in Südmähren (Tschechien). Der Ort liegt 20 km nördlich der österreichischen Grenze an der Hauptstraße Brno – Znojmo, 40 km südlich von Brünn.

## Geographie
Nachbardörfer sind Našiměřice (Aschmeritz) im Norden, Vinohrádky im Nordosten, Trnové Pole (Dornfeld) im Osten, Damnice (Damitz) im Süden und Miroslav (Mißlitz) und Václavov im Westen. Der Ort selbst ist als ein Breitstraßendorf angelegt.

## Geschichte
Die Anlage des Ortes und die Ui-Mundart (bairisch-österreichisch) mit ihren speziellen Kennwörtern weisen auf eine Besiedlung durch bayrische deutsche Stämme hin, wie sie um 1050, aber vor allem im 12/13. Jahrhundert erfolgte. Die erste urkundliche Erwähnung des Ortes findet sich in einer lateinischen Urkunde im Jahre 1358. Dort ist von einem „in villis Svchohvrdl“ die Rede. Die Schreibweise des Ortes änderte sich im Laufe der Jahre mehrmals, so sprach man im 17. Jahrhundert von „Czucherle“, 1718 von „Sucherle“ und ab 1751 von „Socherl“.
Das Dorf wurde im Dreißigjährigen Krieg zerstört und verödete dadurch vollkommen. Erst in den Jahren 1667 bis 1672 wurde der Ort neu gegründet und besiedelt. Von 1692 bis 1784 war Socherl ein Teil der Herrschaft des Klosters Bruck. Dies wird auch im Ortssiegel ersichtlich. Im Ort selbst wurde ein herrschaftlicher Meierhof gegründet und bewirtschaftet. 1893 wurde Karl Stummer als Besitzer der Herrschaft genannt und 1912 verpachtete Baronin Amalie von Hardt-Stummer das Gut Socherl an die Länderbank Brünn.
Nach dem Ersten Weltkrieg kam der zuvor zu Österreich-Ungarn gehörende Ort, der 1910 zu 90 % von Deutschmährern bewohnt wurde, durch den Vertrag von Saint-Germain zur Tschechoslowakei. Während der Zwischenkriegszeit führten die hohe Arbeitslosigkeit unter der deutschen Bevölkerung, Maßnahmen wie die Bodenreform 1919, die Sprachenverordnung 1926, Neuansiedlungen sowie Neubesetzungen von Beamtenposten durch Personen tschechischer Nationalität, zu vermehrten Spannungen innerhalb der Volksgruppen. 1930 war der Anteil der deutschen Bürger von Socherl auf 49 % gesunken. Durch das Münchner Abkommen wurde Socherl mit 1. Oktober 1938 ein Teil des deutschen Reichsgaus Niederdonau.
Nach dem Ende des Zweiten Weltkrieges kam die Gemeinde am 8. Mai 1945 wieder zur Tschechoslowakei zurück. Nach Kriegsende wurden die Häuser der deutschmährischen Bevölkerung von Tschechen in Besitz genommen. Viele flohen über die nahe Grenze nach Österreich oder wurden vertrieben. Am 30. März 1946 wurden 85 Bewohner nach Westdeutschland zwangsausgesiedelt.
Matriken werden seit 1695 geführt. Alle Geburts-, Trauungs- und Sterbematriken bis zum Jahre 1949 befinden sich im Landesarchiv Brünn.

## Wappen und Siegel
Ein Siegel aus dem 18. Jahrhundert zeigt innerhalb einer Umschrift einen längsgeteilten Schild, bei dem vorne ein Pflugeisen mit einem Messer und hinten ein halber Adler über der Initiale W zu sehen ist.

## Bevölkerungsentwicklung
| Volkszählung | Einwohner gesamt | Volkszugehörigkeit der Einwohner | Volkszugehörigkeit der Einwohner | Volkszugehörigkeit der Einwohner |
| Jahr         | Einwohner gesamt | Deutsche                         | Tschechen                        | Andere                           |
| ------------ | ---------------- | -------------------------------- | -------------------------------- | -------------------------------- |
| 1880         | 545              | 507                              | 32                               | 6                                |
| 1890         | 547              | 518                              | 26                               | 3                                |
| 1900         | 539              | 509                              | 30                               | 0                                |
| 1910         | 488              | 478                              | 10                               | 0                                |
| 1921         | 491              | 426                              | 44                               | 21                               |
| 1930         | 509              | 427                              | 70                               | 12                               |

## Sehenswürdigkeiten
- Filialkirche der hl. Margareta (Altarbild wurde 1665 aus Mißlitz überführt)[12]

## Brauchtum
Reiches Brauchtum bestimmte den Jahresablauf der 1945/46 vertriebenen, deutschen Ortsbewohner:
- In der Nacht vom 30. April zum 1. Mai werden in die Fenster Holundergerten gesteckt, damit die durch die Nacht ziehenden Hexen, nicht eindringen können. Auch schmücken die Burschen einen Weidenast mit bunten Bändern und stellen diesen ihren Mädchen in den Kamin. Hat jedoch ein Mädchen einen Burschen "stehengelassen", wird möglicherweise Stroh statt Bänder ihren Weidenast im Kamin schmücken.[8]